# New Rules
New Rules är en bok av den svenske fotomodellen Marcus Schenkenberg. 
I New Rules berättar Schenkenberg om sin uppväxt och om sitt liv som fotomodell. Boken innehåller även ett stort bildmaterial samt kommentarer och kortare essäer om Schenkenberg från hans familj, vänner och kollegor inom den internationella modellbranschen.
Boken, som utkom 1997, är på 144 sidor och skriven på engelska.
ISBN 0-7893-0097-4